# 大衛·霍伯曼
大衛·艾略特·霍伯曼（英語：David Elliot Hoberman，1952年9月19日—）是一名美國男影視製片人，最知名的作品是由USA電視台播出的電視劇《神經妙探》。他於2002年時與陶德·李柏曼一同創辦了曼德維爾影視公司。

## 早期生活
霍伯曼出生於1952年9月19日，父親為廣播公司主管班·霍伯曼（1922年-2014年），而母親則是傑克林（Jacklyn，娘家姓肯特；1922年-2013年）。霍伯曼有一個當娛樂律師的哥哥湯瑪士（湯姆）和一個妹妹瓊（瓊妮）。他有著猶太人的血統。

## 事業

### 起步
霍伯曼最早在美國廣播公司的收發室工作，開始了他的職業生涯。隨後，霍伯曼加入了諾曼·李爾的串聯製片公司。1985年，他加入華特迪士尼影業集團擔任電影主管，此前霍伯曼還曾任ICM Partners的人才中介。他是華特迪士尼工作室電影的總裁，負責擔任旗下製片商華特迪士尼影業、正金石影業及好萊塢影片製作的每一部劇情長片的製片人。

### 曼德維爾影業
1995年，霍伯曼創辦了一家獨立製片公司曼德維爾影業。2002年，他與陶德·李柏曼（前曼德維爾影業員工）一起重新在迪士尼創辦了曼德維爾影視公司，隨後為米高梅工作了3年。自2002年以來，曼德維爾影視公司製作了多部迪士尼電影，包含《我的野蠻網友》（2003年）、《流行教母》（2004年）、《黑道開麥拉》（2004年）、《長毛狗》（2006年）、《極地長征》（2006年）、《比佛利拜金狗》（2008年）、《布偶歷險記》（2011年）、《布偶歷險記：全面追緝》（2014年）及《美女與野獸》（2017年）等片。他擔任了迪士尼真人電影《親愛的，我把孩子縮小了》及一部定格動畫長片《聖誕夜驚魂》的製片人，其中後者由提姆·波頓監製。
此外，曼德維爾影視公司與霍伯曼及萊柏曼還曾製作過多部電影，如《神鬼叛諜》（2008年）、《愛情限時簽》（2009年）、《獵殺代理人》（2009年）、《燃燒鬥魂》（2010年）、《殭屍哪有這麼帥》（2013年）、《醉後大學生》（2013年）、《海倫娜之路》（2016年）、《奇蹟男孩》（2017年）、《你是我的勇氣》（2017年）及《滅絕》（2018年）、《熱氣球飛行家》（2022年）及《闪婚》（2022年）等片的製片人。

### 《神經妙探》
電視劇《神經妙探》中的角色艾德里安·蒙克最初被設定為一名比克魯索督察「更愚蠢」的角色:2。然而，霍伯曼提議將他塑造成一名患有強迫症的偵探:2。「這個想法的靈感來自於自我診斷出強迫症的我」；霍伯曼在接受《匹茲堡郵報》的採訪時表示，「像蒙克一樣，我無法在裂縫上行走，不能接觸桿狀物。我不知道為什麼——但是如果我不這樣，就會發生可怕的事情」。

## 私人生活
霍伯曼與蒂亞·尤斯（Tia Yousse）結婚，兩人育有3個孩子，夫妻倆現已離婚。他是星光兒童基金會的董事會成員之一，並在近期加入了美國焦慮症協會。霍伯曼曾任加州大學洛杉磯分校的客座助理教授，同時也是洛杉磯免費診所的前董事會成員。2011年10月4日，霍伯曼獲選擔任美國麻薩諸塞州波士頓薩福克大學的董事會成員之一。

## 榮譽
| 年份   | 獎項                     | 類別         | 獲提名電影                                                                  | 結果 | 來源   |
| ------ | ------------------------ | ------------ | --------------------------------------------------------------------------- | ---- | ------ |
| 2008年 | 第9屆黑膠卷獎            | 最佳影片     | 《神鬼叛諜》（與唐·奇鐸、傑佛瑞·西佛及陶德·李柏曼共享）                     | 提名 | [ 25 ] |
| 2010年 | 第83屆奧斯卡金像獎       | 最佳影片     | 《燃燒鬥魂》（與陶德·李柏曼及馬克·華伯格共享）                              | 提名 | [ 26 ] |
| 2011年 | 2010年美國電影學會獎     | 年度最佳電影 | 《燃燒鬥魂》（與陶德·李柏曼及馬克·華伯格共享）                              | 獲獎 | [ 27 ] |
| 2011年 | 第22屆美國製片人協會獎   | 最佳電影     | 《燃燒鬥魂》（與陶德·李柏曼及馬克·華伯格共享）                              | 提名 | [ 28 ] |
| 2014年 | 2014年英國電影學院兒童獎 | 最佳劇情長片 | 《布偶歷險記：全面追緝》（與詹姆斯·波賓、陶德·李柏曼及尼可拉斯·史托勒共享） | 提名 | [ 29 ] |

## 外部連結
- 大衛·霍伯曼在互联网电影资料库（IMDb）上的資料（英文）